# Hieracium amplexicaule
Épervière amplexicaule, Épervière à feuilles embrassantes
Espèce
Statut de conservation UICN

 LC  : Préoccupation mineure
L'Épervière amplexicaule ou Épervière à feuilles embrassantes (Hieracium amplexicaule) est une espèce de plante à fleurs de la famille des Asteracées.
C'est une plante vivace.

## Répartition
Europe, Ouest de la Méditerranée.